# Recilia formosiellus
Recilia formosiellus är en insektsart som beskrevs av Matsumura 1940. Recilia formosiellus ingår i släktet Recilia och familjen dvärgstritar. Inga underarter finns listade i Catalogue of Life.